# 鄧顒
鄧顒（1411年—？），字伯昂，廣東韶州府樂昌縣人，民籍。明朝政治人物。進士出身。

## 生平
正統七年（1442年），登進士，授永豐縣知縣。正統九年，福建慶元人葉宗留與麗水陳鑒胡聚眾盜福建寶豐銀礦，福建參議竺淵鎮壓時陣亡。恰逢福建鄧茂七率眾謀反，三人在浙江、江西、福建等地流串。耿定率眾平定，后遇害。鄧顒亦兵潰被執，不屈而亡。
曾祖父鄧希文。祖父鄧子謙。父亲鄧道衡。